# Đại học Alberta
Đại học Alberta (còn được gọi là U of A và UAlberta) là một trường đại học nghiên cứu công lập tọa lạc tại thành phố Edmonton, tỉnh Alberta, Canada. Nó được thành lập vào năm 1908 bởi Alexander Cameron Rutherford, thủ tướng đầu tiên của Alberta và Henry Marshall Tory, hiệu trưởng đầu tiên của nó. Pháp luật cho phép các hoạt động của trường là Đạo luật học tập sau trung học.  Trường đại học được coi là "trường đại học nghiên cứu và học thuật toàn diện" (CARU), có nghĩa là nó cung cấp một loạt các chương trình học thuật và chuyên nghiệp, thường dẫn đến chứng chỉ trình độ đại học và sau đại học, và có trọng tâm nghiên cứu mạnh mẽ.
Trường đại học bao gồm bốn cơ sở tại Edmonton, Cơ sở Augustana ở Camrose và một trung tâm nhân viên ở trung tâm thành phố Calgary. Cơ sở phía bắc ban đầu bao gồm 150 tòa nhà bao gồm 50 khối thành phố ở rìa phía nam của thung lũng sông Bắc Saskatchewan, ngay đối diện trung tâm thành phố Edmonton. 39.000 sinh viên đến từ Canada và 150 quốc gia khác tham gia 400 chương trình tại 18 khoa.
Đại học Alberta là một động lực kinh tế lớn ở Alberta. Tác động của trường đại học đối với nền kinh tế Alberta ước tính khoảng 12,3 tỷ đô la hàng năm, tương đương năm phần trăm tổng sản phẩm quốc nội của tỉnh.
Đại học Alberta cũng là một tổ chức hàng đầu cho nghiên cứu về Ukraine và là nơi đặt Viện nghiên cứu tiếng Ukraina của Canada.
Đại học Alberta đã cho tốt nghiệp hơn 275.000 cựu sinh viên, bao gồm Toàn quyền Roland Michener; Thủ tướng Joe Clark; Chánh án Canada Beverley McLachlin; Thủ tướng của Canada Peter Lougheed, Dave Hancock, Jim Prentice và Rachel Notley; Thị trưởng thành phố Edmonton Don Iveson và người đoạt giải Nobel Richard E. Taylor.
Trường đại học là thành viên của Mạng lưới phát triển nông thôn tỉnh bang, Hiệp hội vì sự tiến bộ bền vững trong giáo dục đại học và hệ thống đánh giá, theo dõi và đánh giá bền vững.

## Lịch sử

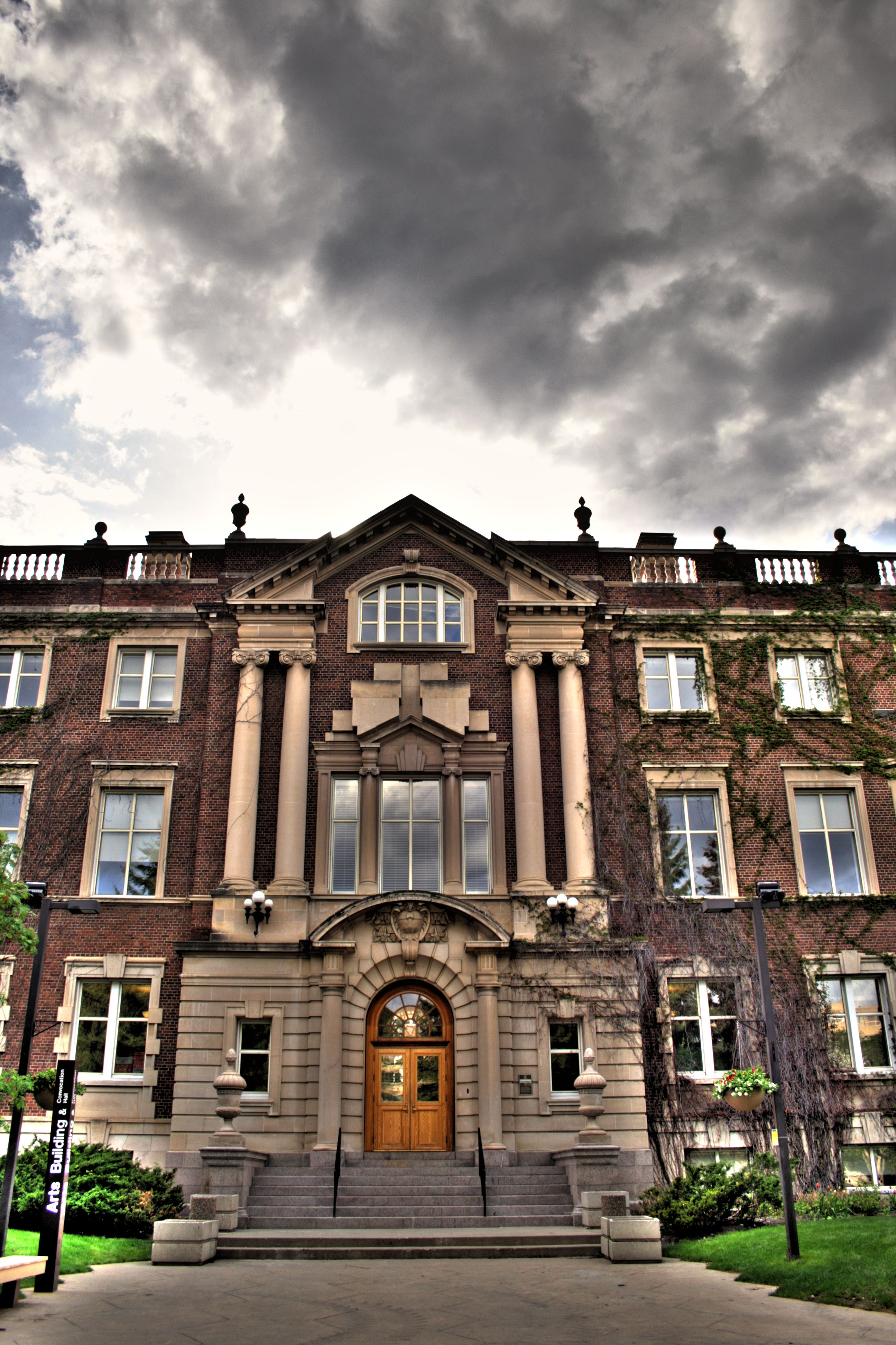
Tòa nhà nghệ thuật cũ, khuôn viên trường đại học Alberta, được thiết kế bởi Percy Erskine Nobbs & Frank Darling 1909 sừng10.

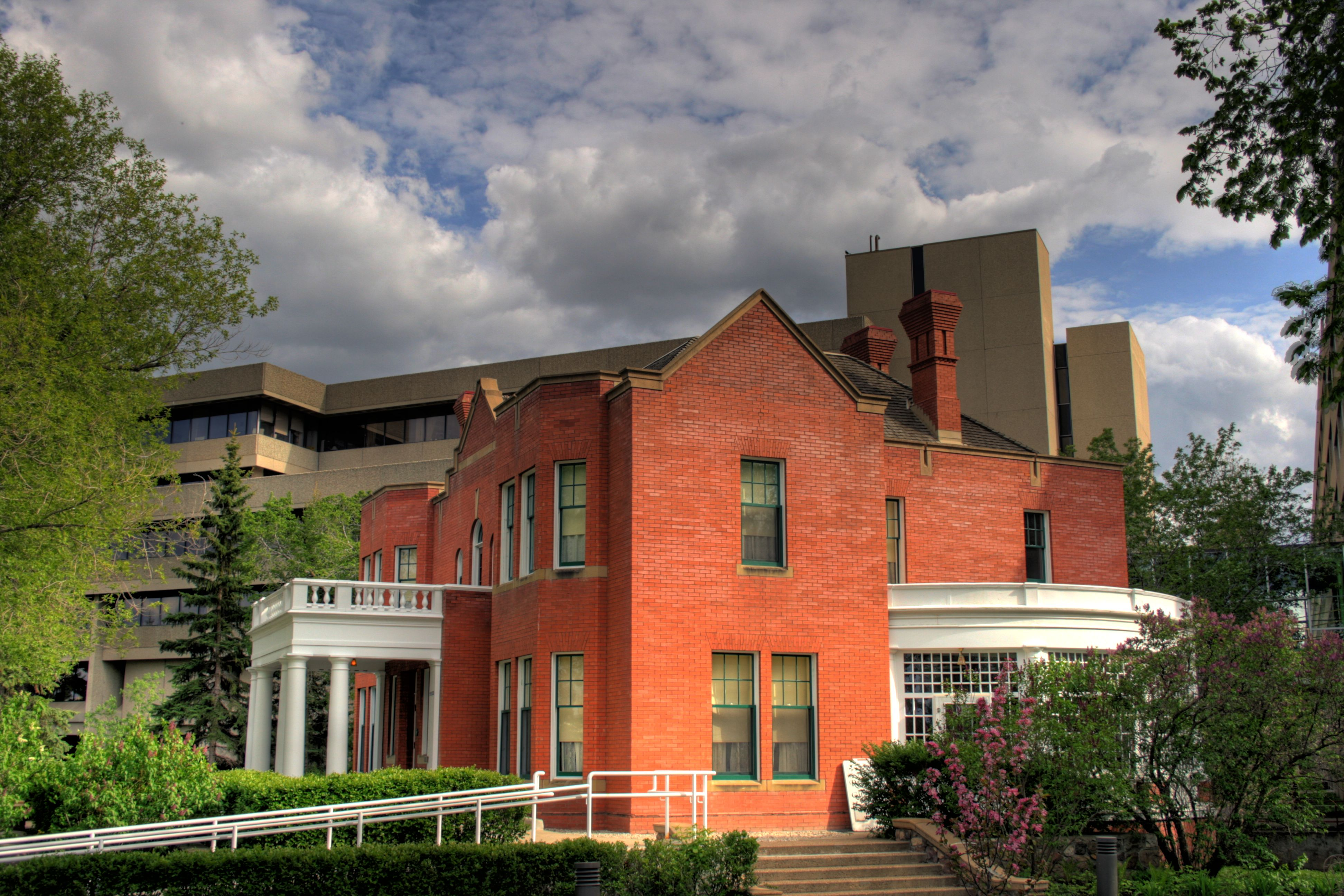
Nhà Rutherford, ở góc đông bắc của khuôn viên Đại học Alberta.

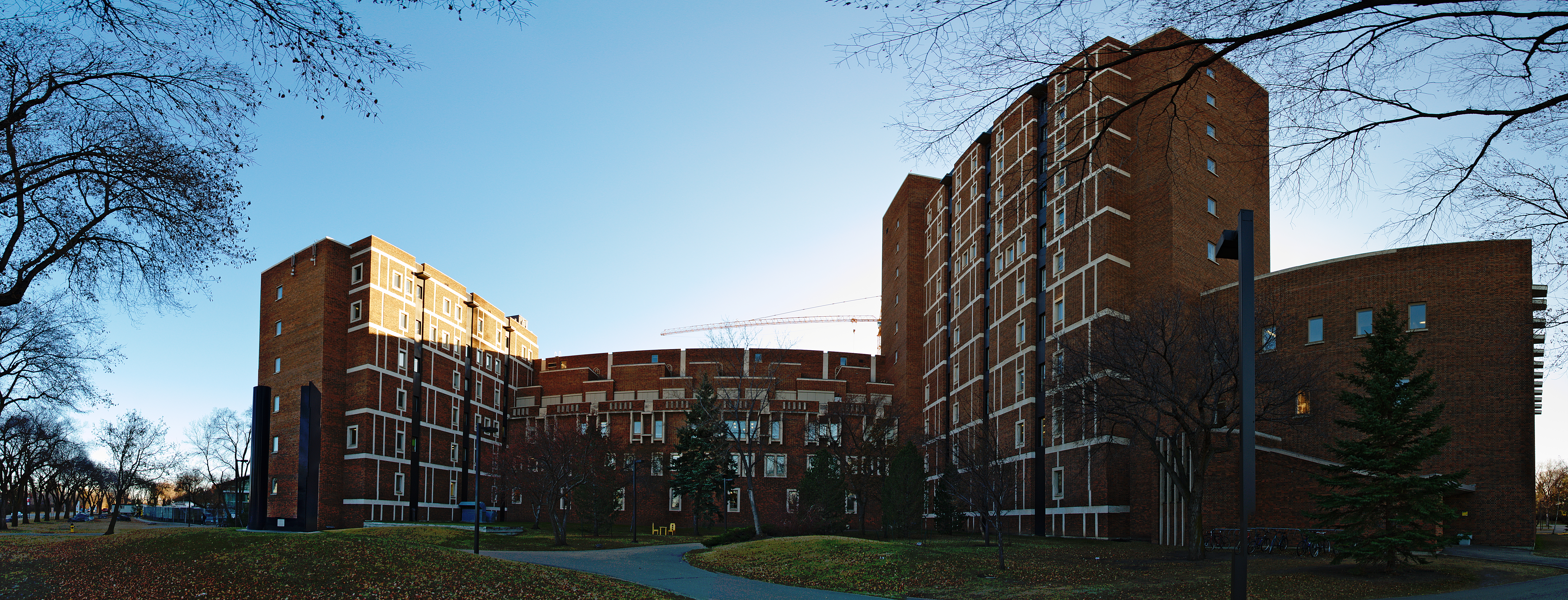
Tòa nhà Khoa học Sinh học tại Đại học Alberta

Đại học Alberta, một trường đại học công lập duy nhất, được thành lập vào năm 1906 tại Edmonton, Alberta với Đạo luật Đại học  trong phiên họp đầu tiên của Hội đồng Lập pháp mới, với Thủ tướng Alexander C. Rutherford là nhà tài trợ. Trường đại học được mô phỏng theo trường đại học nhà nước Mỹ, với trọng tâm là công tác khuyến nông và nghiên cứu ứng dụng. Quản trị được mô phỏng theo Đạo luật Toronto năm 1906 của Đại học Ontario: một hệ thống lưỡng viện bao gồm một thượng viện (khoa) chịu trách nhiệm về chính sách học thuật, và một hội đồng thống đốc (công dân) kiểm soát chính sách tài chính và có thẩm quyền chính thức trong mọi vấn đề khác. Hiệu trưởng, được bổ nhiệm bởi hội đồng quản trị, là để cung cấp một liên kết giữa hai cơ quan và thực hiện lãnh đạo thể chế.

### Thành lập tại Edmonton
Cuộc tranh cãi gay gắt đã diễn ra giữa các thành phố Calgary và Edmonton về địa điểm của thủ phủ tỉnh và của trường đại học. Nó đã được tuyên bố rằng thủ đô sẽ ở phía bắc của sông Bắc Saskatchewan và trường đại học sẽ ở một thành phố phía nam của nó. Thành phố Edmonton trở thành thủ đô và thành phố Strathcona sau đó tách biệt ở bờ nam sông, nơi Thủ tướng Alexander Rutherford sống, đã được cấp trường đại học. Khi hai thành phố được hợp nhất vào năm 1912, Edmonton đã trở thành cả thủ đô chính trị và học thuật. 
Với Henry Marshall Tory là chủ tịch đầu tiên của nó, Đại học Alberta bắt đầu hoạt động vào năm 1908. Bốn mươi lăm học sinh đã tham dự các lớp học bằng tiếng Anh, toán học và ngôn ngữ hiện đại, trên tầng cao nhất của Trường tiểu học Queen Alexandra ở Strathcona, trong khi tòa nhà đầu tiên của trường, Athabasca Hall, đang được xây dựng. Trong một bức thư gửi Alexander Cameron Rutherford vào đầu năm 1906, khi ông đang trong quá trình thành lập Đại học McGill ở Vancouver, Tory đã viết: "Nếu bạn thực hiện bất kỳ bước nào theo hướng của một trường đại học đang làm việc và muốn tránh những sai lầm của quá khứ, những sai lầm đã tàn phế đáng sợ các tổ chức khác, bạn nên bắt đầu trên cơ sở giảng dạy. " 
Trong số 45 sinh viên trong đoàn hệ đầu tiên của Đại học năm 1908, bảy người là phụ nữ. Bảy nguyên bản này đã hình thành nên một loại phù thủy, được gọi là Bảy Spin Spin độc lập, hay SIS, với mục đích hỗ trợ các nhu cầu xã hội và học tập của phụ nữ. Năm 1909, nhóm đổi tên thành Câu lạc bộ Wuaneita, và sau đó thành Hội Wuaneita năm 1910. Tất cả sinh viên nữ tại trường Đại học được bắt đầu vào Hội mỗi mùa thu. Nhóm bị chiếm đoạt rất nhiều từ văn hóa Cree: cái tên Wuaneita tương đương với từ Cree có nghĩa là "tốt bụng"; nghi lễ khởi đầu của họ nổi bật với trang phục có lông và mũ; Chủ tịch xã hội được gọi là "Người đứng đầu lớn": và phương châm của nhóm là "payuk uche kukeyow, mena kukeyow uche payuk, một bản dịch thô thành Cree của" tất cả cho một, một cho tất cả "vẫn còn khắc trên cửa ngoài của Hội trường Pembina trong khuôn viên chính. Đối với phần lớn sự tồn tại của Hội Wuaneita, khi họ đang thực hiện các truyền thống và nghi lễ của các quốc gia đầu tiên, lệnh cấm Potlatch có hiệu lực ở Canada. Nhóm đã kết thúc năm 1973 khi dân số nữ sinh viên trong trường đã vượt quá nhu cầu cần có một xã hội hỗ trợ.
Theo hướng dẫn của Tory, những năm đầu tiên được đánh dấu bằng việc tuyển dụng giáo sư và xây dựng các tòa nhà trong khuôn viên đầu tiên. Ngày nay, anh ta có một tòa nhà được đặt theo tên anh ta, nơi chứa các loại. Percy Erskine Nobbs & Frank Darling đã thiết kế kế hoạch tổng thể cho Đại học Alberta vào năm 1909. Nobbs đã thiết kế Tòa nhà Nghệ thuật (1914 Từ15), phòng thí nghiệm và Nhà quyền lực (1914). Với Cecil S. Burgess, Nobbs đã thiết kế Trường Cao đẳng Y khoa tỉnh (1920 Tái21). Kiến trúc sư Herbert Alton Magoon đã thiết kế một số tòa nhà trong khuôn viên trường, bao gồm St. Stephen's Methodist College (1910) và nơi ở của giáo sư Rupert C. Lodge (1913).
Đại học Alberta đã cấp bằng đầu tiên vào năm 1912, cùng năm thành lập Khoa Khuyến nông. Khoa Y được thành lập vào năm sau, và Khoa Nông nghiệp bắt đầu vào năm 1915. Nhưng cùng với những cột mốc đầu tiên đã xảy ra Chiến tranh thế giới thứ nhất và đại dịch cúm toàn cầu năm 1918, gây thiệt hại cho trường đại học dẫn đến việc đình chỉ các lớp học trong hai tháng vào mùa thu năm 1918. Bất chấp những thất bại, trường đại học vẫn tiếp tục phát triển. Đến năm 1920, nó đã có sáu khoa (Nghệ thuật và Khoa học, Khoa học ứng dụng, Nông nghiệp, Y học, Nha khoa và Luật) và hai trường (Dược và Kế toán). Nó đã trao một loạt bằng cấp: Cử nhân Nghệ thuật (BA), Cử nhân Khoa học (Cử nhân), Cử nhân Khoa học Nông nghiệp (BSA), Cử nhân Luật (LLB), Cử nhân Dược (PhmB), Cử nhân Thần học (BD), Thạc sĩ Nghệ thuật (MA), Thạc sĩ Khoa học (ThS) và Tiến sĩ Luật (LLD). Có 851 sinh viên nam và 251 sinh viên nữ, và 171 nhân viên học thuật, trong đó có 14 nữ.